# Спітакський землетрус
Спітакський землетрус (вірм. Սպիտակի երկրաշարժ, відомий також як Ленінаканський) — катастрофічний землетрус (магнітуда — 7,2, інтенсивність в епіцентрі — 10 балів за 12-бальною шкалою Мєдвєдєва—Шпонгоєра—Карніка MSK — 64, глибина гіпоцентру — приблизно 10–20 кілометрів), що стався 7 грудня 1988 року об 11 годині 41 хвилині за місцевим часом (7 год. 41 хв. за Гринвічем) на північному заході Вірменської РСР. Унаслідок землетрусу було повністю зруйновано місто Спітак і 58 сіл. Частково зруйновано було міста Ленінакан (Ґюмрі), Степанаван, Кіровакан (Ванадзор) і ще понад 300 населених пунктів. Загинуло щонайменше 25 тисяч осіб, ще близько ста сорока тисяч стали інвалідами. 514 тисяч людей залишилися без даху над головою. Загалом землетрус охопив близько 40 % території Вірменії.
Приблизно 40 % промислового потенціалу Вірменії внаслідок землетрусу було виведено з ладу. Через ризик аварії було зупинено Вірменську АЕС. Економічний збиток від лиха перевищив 13 млрд доларів.
Спітакський землетрус, разом з Чорнобильською трагедією, став найстрашнішою катастрофою останніх років існування СРСР. Допомогу в ліквідації наслідків землетрусу СРСР надали понад сто країн.

## Історія
Спітакський землетрус мав свої індивідуальні риси. Він мав мультиплетний характер, тобто процес вивільнення енергії був багатоактовим, зміщення в осередку відбувались із зупинками, кожна наступна фаза охоплювала нову ділянку глибинного розлому в земній корі. Всього було чотири основні фази процесу в осередку, з них три відбулись з інтервалом 5–15 секунд, а четверта — через 4 хвилини 20 секунд. Вочевидь, вже в початковій фазі процесу розлом з осередку вийшов на земну поверхню, утворивши сходинку довжиною 12 кілометрів з найбільшою висотою близько метра та дещо меншим зсувом.
Друга неприємна особливість цього землетрусу полягала в тому, що за кількістю жертв та збитків він перевищив середньосвітові межі для магнітуди такого рівня. Це пов'язано як із близькістю джерела до поверхні Землі, так і з надзвичайно низькою якістю будівництва в ураженій зоні.
Президент СРСР М. С. Горбачов, який перебував у той час із візитом у США, формально попросив Сполучені Штати про гуманітарну допомогу (вперше з часів Другої світової війни), а потім перервав свій візит, щоби вирушити до зруйнованих районів Вірменії. Західні країни, зокрема Велика Британія, Франція, ФРН, Італія та Швейцарія, надали СРСР допомогу у вигляді рятувального обладнання, фахівців, продуктів та медикаментів. Було також надано допомогу у відновлювальних роботах.
Причиною великої кількості жертв стала низька сейсмостійкість збудованих в епоху «застою» будівель у зоні землетрусу, прорахунки в організації та керівництві рятувальними роботами, відсутність спеціальної рятувальної техніки та персоналу.
Місцеві будівлі (зокрема, школи та лікарні) погано витримали землетрус. Було підраховано, що якби землетрус трапився на 5 хвилин пізніше, діти встигли б залишити нестійкі будівлі шкіл. Ця коротка затримка могла б врятувати багато життів. Було знищено більшість лікарень у цьому районі.
Вартість пошкодженого майна склала понад 3 млрд фунтів стерлінгів. Було знищено все місто Спітак, пошкоджено міста Ґюмрі та Ванадзор.
Через надзвичайно низькі температури взимку та неготовність до катастрофи такого масштабу, надання допомоги почали неправильно.
Протягом зими з усього світу надходили пожертви для допомоги постраждалим від землетрусу та для відновлення будівель. Спітак було повністю перебудовано, причому багато відновлених районів показують архітектуру різних країн, які надали пожертви або збудували там нові будинки. Пам'ятник вдячності вірменського народу за допомогу з боку США було зведено у Вашингтоні 1990 року.
Регіон, в якому стався землетрус, є частиною більшого сейсмічного району, що тягнеться від Туреччини до Аравійського моря. Тут, на Аравійському півострові, повільно зіштовхується з Євразійською плитою. Землетрус стався через насування однієї плити на іншу прямо під Спітаком.
Попри те, що землетрус був помірної величини (6,9 бала за шкалою Ріхтера), були різні фактори, що сприяли великим масштабам руйнувань, які відбулися. Серед них: час доби, температура замерзання взимку, бідність ґрунту і недоліки будівництва.
Після сейсмічної катастрофи авангардний музикант П'єр Шеффер організував приїзд рятувальної команди з 498 членів для пошуку тих, що вижив.